# Чехова, Татьяна Михайловна
Татьяна Михайловна Чехова (урождённая Костина; род. 8 марта 1955, Могилёв) — российская шахматистка, международный мастер (1982) среди женщин. Жена Валерия Чехова.
Первого успеха добилась в чемпионате СССР среди девушек (1972) — 2-е место. Участница ряда чемпионатов СССР; лучший результат: 1981 — 6—8-е места. В зональном турнире ФИДЕ (1981) — 8—9-е места. Лучшие результаты в международных турнирах: Владимир (1979) — 2—5-е; Сочи (1981 и 1985) — 3—5-е и 6—7-е; Галле (1984) — 1-е; Берлин (1986) — 2-е места.

## Изменения рейтинга
| Графики недоступны из-за технических проблем. См. информацию на Фабрикаторе и на mediawiki.org. |